# ماري أندروس
ماري أندروس (1893- 1968) كانت كيميائية طعام اسكتلندية. وقد كانت إحدى الرواد في مجال الغذائيات.

## نشأتها
ولدت أندروس في 15مايو18931 في ارفين، اسكتلندا. كان والدها، هنرى أندروس، امين صندوق. قد قام ببناء منزل لعائلته في شارع بانك في عام 1901، حيث عاشت ماري معظم حياتها.
كانت أندروس طفلة رياضية، ولكن خلال حادثة سيارة في صغرها قامت بخسارة العديد من وظائف قدمها. ولكنها قامت بالمضى قدما في حياتها وعيش حياة نشيطة واستمتعت بالصيد في جزيرة هاريس.

## الحياة الأكاديمية
قامت أندروس بالتسجيل في جامعة جلاسجو  في عام 1912. قامت بدراسة العديد من المواد العلمية تشمل علم التشريح، الكيمياء العضوية علم الحيوان، الفلسفة الطبيعية  وعلم وظائف الأحياء.  تخرجت في عام 1916  وحصلت على درجة البكالوريوس في العلوم والهندسة.
بعد التخرج بدأت بعض أعمال الدراسات العليا في الكلية الفنية / التكنولوجية  وبعد ذلك اكملت في جامعة جلاسجو. قامت بالتدريس في أكاديمية ايرفين الملكية بين عام 1916 1917 و، وبعد ذلك عملت في وزارة الذخيرة (الأسلحة والذخيرة) في قسم التفتيش على الغازات السامة منذ عام 1917 وحتى عام 1919.
بعد ذلك عادت إلى جامعة جلاسجو لتعمل كامساعدة في الكيمياء حتى 1923.
و في النهاية أصبحت رئيسة  قسم العلوم في جلاسجو (جامعة جلاسجو) وجامعة غرب اسكتلندا في العلوم المحلية، وقد ظلت حتى بلغت 40 عام حتى تقاعدت  في 1965.
أصبحت أندروس زميلة للمعهد الملكى للكيمياء عام 1951، ومعهد علوم الطعام التكنولوجيا1964 ، وكانت عضوة في جمعية التغذية و جمعية الصناعة الكيميائية.

## مجهودات الحرب العالمية الثانية
خلال الحرب العالمية الثانية، قامت أندروس بثلاثة إسهامات رائدة في مجال الغذاءيات:
- قامت بعمل بحث على مصادر فيتامين سي، بالأخص ثمرة الورد. لكى يحفز من زيادة فيتامين سي الممتص من الأشخاص (الجمهور العام)، قامت أندروس بتطوير بعض الوصفات التي من السهل تحضيرها في المنزل.
- ساعدت في تنظيم مقصف (متجر) للجنود  في محطة سانت انوش.
- قامت بتعزيز فكرة  الخضروات والفواكه المحفوظة وساعدت في إنشاء خدمة توفير الطعام المحفوظ  للعامة. وقامت أندروس بنفسها بتعليب، تعبئة  وتخليل الطعام، وأيضا قامت بقيادة فريق  من العاملين الذين يستغلون أوقات عطلاتهم  لكى يقوموا بتوصيل الخدمات للمناطق الريفية.[1]

## وفاتها
توفيت أندروس في الثاني والعشرين من فبراير عام 1968.